# J-WORLD TOKYO
J-WORLD TOKYO（ジェイワールド　トウキョウ）は、かつて存在した日本のテーマパーク。集英社の週刊少年ジャンプに掲載のコミック・マンガ作品の世界をテーマとした。
集英社の特別協力のもと、テーマパークの運営はアミューズメントスポット事業会社バンダイナムコアミューズメントが担当していた。
2013年7月11日オープンした。場所はかつて、ナムコ・ナンジャタウンが使用していた、東京・池袋のサンシャインシティのワールドインポートマートビルの3階部分であり、それに伴い、ナンジャタウンは2Fのみのフロアに縮小した。
2019年2月17日にて閉店した。跡地は2019年7月12日より、新たなテーマパークMAZARIAになった。

## 世界観
- 実際に体験できるのは、「ONE PIECE」、「NARUTO -ナルト-」、「ドラゴンボール」のアトラクション。
- 他にもフードコートでは、「こち亀」をはじめとする各作品をモチーフにしたメニューを味わえる。

## アトラクション一覧
ドラゴンボール
| 名称                                                      | 開催期間                       | 備考 |
| --------------------------------------------------------- | ------------------------------ | --- |
| つかもうぜ！ドラゴンボール!!                              | 2013年7月11日 - 2019年2月17日  | カプセルコーポレーションで「ドラゴンレーダーver.J」を借りて、孫悟空と共にドラゴンボールを集めたり、ミニゲームを楽しめる体験ができる[4]。                                           |
| はなとうぜ！かめはめ波!!                                  | 2013年7月11日 - 2019年2月17日  | 天下一武道会に出場し、孫悟空にかめはめ波のうち方を教えてもらえ、フリーザ相手に放ち、かめはめ波の迫力を味わうことができる[5]。                                                      |
| DRAGON BALL スーパーサイヤ人まつり！2013 in J-WORLD TOKYO | 2013年11月2日 - 2014年1月19日  | 超サイヤ人になりきって遊べる体験型アトラクション、ゲームに挑戦し、高得点を獲得すると景品がもらえるカーニバルアトラクションなどが実施。                                             |
| ドラゴンボール祭り2014 in J-WORLD TOKYO                   | 2014年7月19日 - 9月15日        | アトラクション「魔人ブウ復活!!」、ミニゲーム「スーパーゴーストカミカゼアタックボーリング」、「激突！ウルトラブウブウバレーボール」などが実施。                                     |
| 『ドラゴンボールZ 復活の「F」』 in J-WORLD TOKYO          | 2015年3月21日 - 5月10日        | イベント「じゃんけん天下一武道会」やフリーザとの写真撮影会が行われた[6]。 |
| フリーザ軍からの"なぞ挑戦"！地球爆発の危機を救え!!        | 2015年7月18日 - 9月27日        | エリア内に隠されたなぞを探し、フリーザ軍が仕掛けた爆弾を謎を解くことで解除していき、ミッションクリアを目指すアトラクション[7]。                                                    |
| ドラゴンボール祭り2016 in J-WORLD TOKYO                   | 2016年4月29日 - 9月11日        | 立ち乗り型ライドに乗って、悟空と共に「カプセルコーポレーション」で起きたピンチを切り抜けるアトラクション[8]。                                                                      |
| 悟空直伝!撃ちまくれ！エネルギー弾!!                       | 2016年7月29日 - 9月25日        | ヘッドマウントディスプレイを装着し、実際の空間と映像を合成し、装着したモーションセンサーによって、参加者の動きに合わせてエネルギー弾が放たれるシューティングアトラクション[9]。    |
| ドラゴンボール祭り超 in J-WORLD TOKYO                     | 2016年12月23日 - 2017年2月12日 | 1人乗りのスペシャルマシン「バンバンカー」に乗って相手の陣地へ侵入し、マシンごとアタックポイントに衝突し得点をゲットする陣取り形式のアトラクション[10]。                            |
| ドラゴンボール祭り in J-WORLD TOKYO サテライト            | 2017年4月25日 - 7月2日         | 三重県鈴鹿市のnamcoイオンモール鈴鹿店で開催。「カプセルコーポレーション ニューマシン体験試乗会」が実施[11]。                                                                       |
| ぶっ飛びバーチャルコースターZENKAI 筋斗雲                 | 2017年7月15日 - 2019年2月17日  | 筋斗雲に乗り、ドームスクリーンに映し出される本作の世界を再現した広大なフィールドを飛び回ることができる「世界初の筋斗雲をモチーフとしたバーチャルコースター」のアトラクション[12]。 |
| ドラゴンボール祭り2018 あつまれ！みんな乗れっぞ、筋斗雲!! | 2017年11月23日 - 2018年1月28日 | 『じゃんけん天下一武道会』、『ミニ筋斗雲 練習場！』などのアトラクションが実施[13]。                                                                                                |
| ドラゴンボール超 ブロリー in J-WORLD TOKYO                | 2018年12月14日 - 2019年2月11日 | イベント用の新規描き下ろしイラストの「ゴジータ」が登場するアトラクションやミニゲームなどが実施[14]。                                                                               |